# Rumince
Rumince (maďarsky Runya) jsou obec na Slovensku v okrese Rimavská Sobota. První písemná zmínka pochází z roku 1266. Žije zde 366 obyvatel. Rozloha obce činí 12,05 km².

## Kultura a zajímavosti

### Památky
- V obci se nachází reformovaný kostel, původně gotická stavba z 15. století, která byla zásadně přestavěna v roce 1877. Jedná se o halovou stavbu s polygonálním zakončením a věží členěnou pilastry. Interiér je plochostropý, nachází se zde dřevěná empora z roku 1743. V kostele se nachází dřevěná kazatelna z druhé poloviny 18. století.[2]